# Johannes van der Haar
Johannes van der Haar (Utrecht, 19 juni 1916 – 8 juli 1996) was een Nederlands politicus  van de ARP en later het CDA.
Hij werd geboren als zoon van Anthonie Dirk van der Haar (die politieagent was) en Margaretha Cornelia Eggink. In 1931 begon hij zijn loopbaan bij de overheid op de gemeentesecretarie van De Bilt en in 1938 maakte hij de overstap naar de rijksinspectie bevolkingsregisters. Een jaar later werd Van der Haar ambtenaar bij het departement binnenlandse zaken waar hij werkzaam was bij het bureau financiën van de afdeling binnenlandsbestuur. Van 1940 tot 1945 was hij adviseur bij uitgever Samsom in Alphen aan den Rijn. 
Van der Haar was docent staatswetenschappen bij de Leidse Onderwijsinstellingen (LOI) voordat hij in mei 1946 werd benoemd tot burgemeester van de gemeenten Mijdrecht en Wilnis. In 1957 deed hij doctoraal examen rechten en zeven jaar later promoveerde hij aan de Vrije Universiteit Amsterdam op het proefschrift 'Lijkbezorgingsrecht', dat later in boekvorm verscheen bij uitgever Samsom in Alphen aan den Rijn. In mei 1971 volgde zijn benoeming tot burgemeester van Voorschoten. Hij had aangekondigd op 1 december 1979 vervroegd met pensioen te zullen gaan, maar zou uiteindelijk pas in april 1980 van de VUT gebruik kunnen maken, waarmee na 34 jaar een einde kwam aan zijn burgemeesterscarrière. In de zomer van 1996 overleed Van der Haar op 80-jarige leeftijd. Hij ligt in Apeldoorn begraven.